# Rhabdophis hmongorum
Rhabdophis hmongorum — вид змій родини полозових (Colubridae). Описаний у 2023 році.

## Поширення
Ендемік В'єтнаму. Поширений у національному парку Хоангльєн в окрузі Шапа в провінції Лаокай на півночі країни. Змія була знайдена в сухому потоці на горі Фаншипан, приблизно за 257,5 км на північний захід від Ханоя.

## Назва
Вид названо на честь хмонгів — народу, що мешкає на півночі В'єтнаму.

## Опис
Змія була описана як «металевого фіолетового» забарвлення і має райдужне підчеревце. Її довжина становить приблизно 50,8 см.